# 三一頌
《三一頌》（英語：doxology）是不少基督教教會在崇拜聚會完結時常唱的一首詩歌。

## 英文版本

### Gloria Patri
|  | Glory to the Father and to the Son and to the Holy Spirit; as it was in the beginning is now and shall be for ever. Amen. |

### Praise God, from Whom all blessings flow
|  | Praise God, from Whom all blessings flow; Praise Him, all creatures here below; Praise Him above, ye Heavenly Host; Praise Father, Son, and Holy Ghost. Amen. |

前者基督新教中譯稱為榮耀頌，中文詩集稱三一頌者，多指後者。

## 《普天頌讚》版本
第一式：
|  | 普天之下萬國萬民， 齊聲讚美父、子、聖靈， 三位一體，同榮同尊， 萬有之源，萬福之本。 阿們。 |

第二式 (見於1936年初版)：
|  | 讚美聖父仁愛之源， 讚美聖子救世景尊， 讚美聖靈過化存神， 大哉，大哉，三妙一身。 阿們。 |

## 宣道出版社《生命聖詩》版本
第一式
|  | 讚美真神萬福之根， 地上生靈當讚主恩， 天上萬軍頌讚主名， 讚美聖父、聖子、聖靈。 阿們。 |

第二式 (讚美詩)
|  | 讚美聖父愛世慈仁， 讚美聖子代贖洪恩， 讚美聖靈開我茅塞， 讚美三位合一真神， 阿們。 |

## 浸信會版本
《世紀頌讚》、《頌主新歌》版本（讚美一神）
|  | 讚美真神萬福之源， 天下生靈都當頌言， 天上萬軍也讚主名， 同心讚美父子聖靈， 阿們。 |

註：中華傳道會亦採用此版本
奧克蘭會幕浸信會華語部版本
|  | 讚美真神萬福之源， 世上萬民都當頌揚， 天使天軍讚美主名， 讚美聖父聖子聖靈， 阿們。 |

## 天主教版
|  | 讚美上主萬福之源， 天下萬民天上萬軍， 皆當恭敬一致同聲， 讚美聖父聖子聖神！ |

## 中国基督教协会版本
中国基督教协会发行的《赞美诗（新编）》收录该诗，编作第399首。歌词为：
|  | 普天之下万国万民， 齐声赞美父、子、圣灵， 三位一体同荣同尊， 万有之源，万福之本。 |

## 閩南聖詩
《閩南聖詩》的三一頌。咸豐四年（1854年）出版的《養心神詩新編》收為第十三首。
|  | 天下萬邦萬國萬民， 敬拜上帝父子聖神， 讚美（讀音o-ló）三位一體上帝， 尊名流傳直到萬世。 |

## 外部連結
- （繁體中文）古今聖詩漫談　三一頌（页面存档备份，存于）